# Strada delle 52 gallerie
La strada delle 52 gallerie (o strada della Prima Armata) è una mulattiera militare costruita durante la prima guerra mondiale sul massiccio del Pasubio, nell'Italia nord-orientale. La strada si snoda fra Bocchetta Campiglia (1.216 m) e le porte del Pasubio (1.934 m) attraversando il versante meridionale del monte, non raggiungibile dal tiro dell'artiglieria austro-ungarica, caratterizzato da guglie, gole profonde e pareti rocciose a perpendicolo.

## Caratteristiche

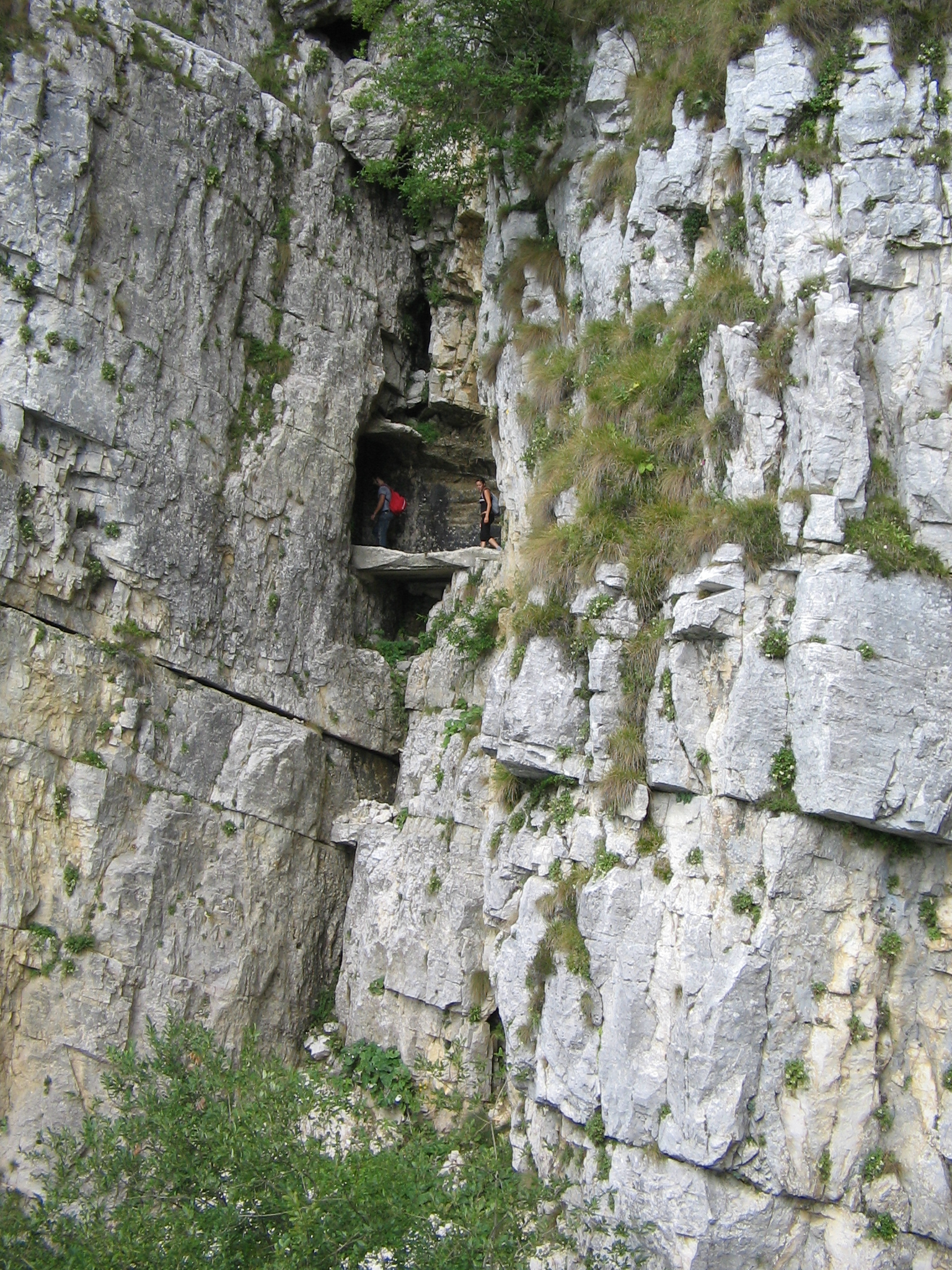
Il passaggio della 15ª galleria

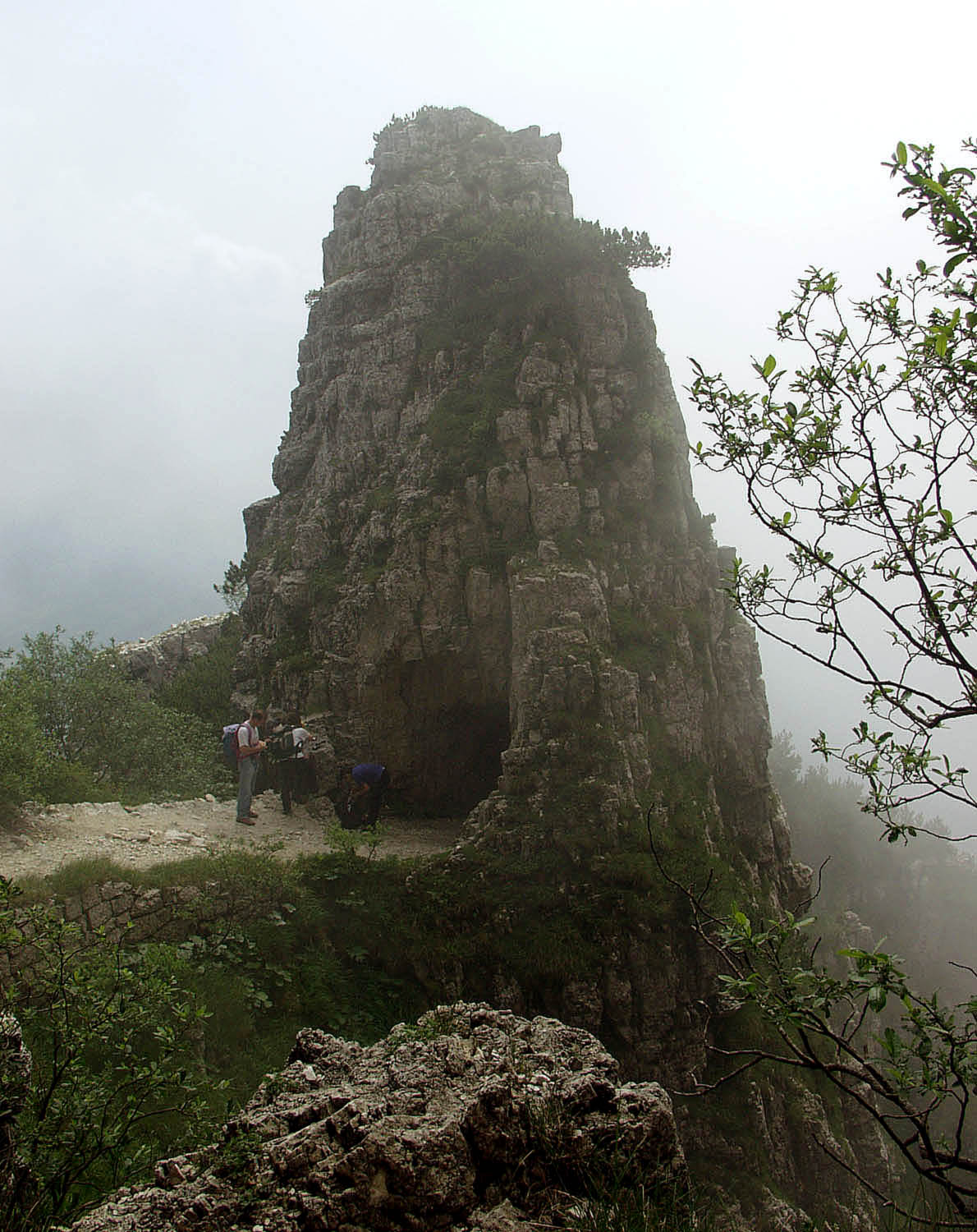
Imbocco superiore della 20ª galleria (galleria a spirale)

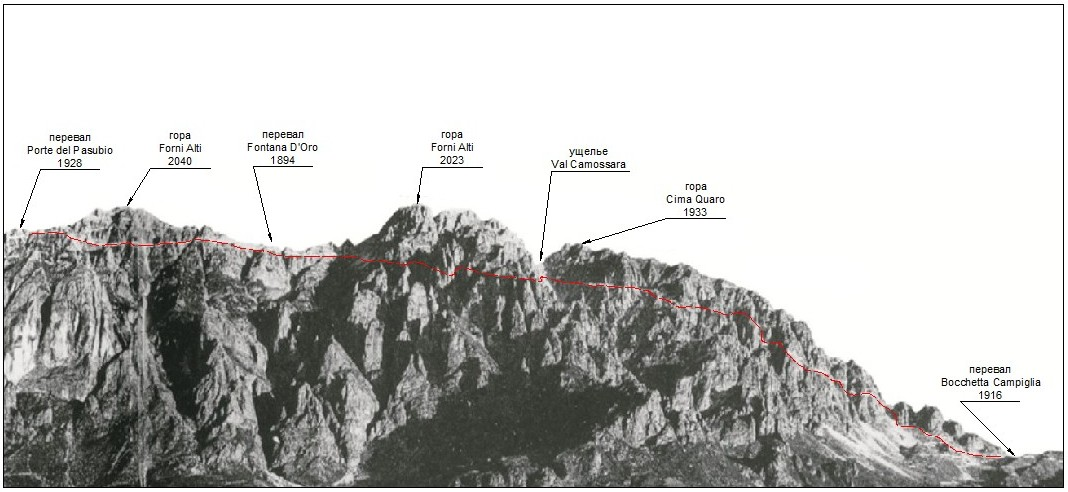
Tracciato della strada delle 52 gallerie dal lato sud. La linea tratteggiata rossa indica la posizione della strada. I numeri l'altitudine in metri s.l.m.

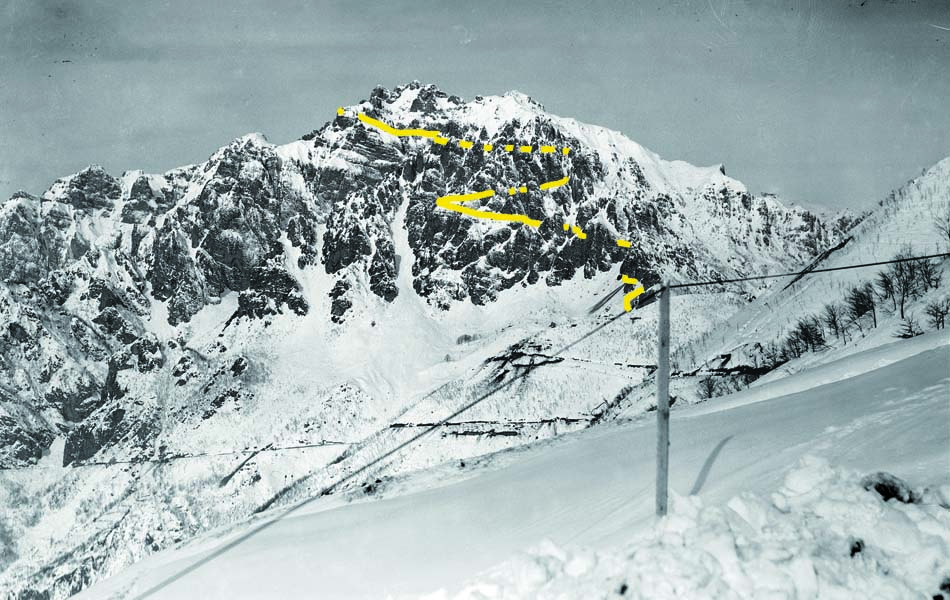
Tracciato della Strada delle 52 gallerie dal lato est. La linea gialla tratteggiata indica la posizione della strada

Lunga 6.555 metri, dei quali ben 2.335 sono suddivisi nelle 52 gallerie scavate nella roccia; ogni galleria è numerata e caratterizzata da una propria denominazione, la larghezza minima è stata originariamente prevista in 2,20 m (il raggio esterno in curva è di almeno 3 m), con una media di 2,50 m per permettere il transito contemporaneo di due muli con le relative salmerie.

La pendenza della strada raggiunge il 22 per cento, con una media del dodici per cento.
Caratteristica, tra le molte gallerie, è la 19ª perché, oltre a essere la più lunga (320 m), ha un tracciato elicoidale a 4 tornanti, all'interno di un gigantesco torrione di roccia.
Anche la successiva n. 20 è scavata all'interno di un torrione roccioso e, per superare il notevole dislivello, si avvita su sé stessa come un cavatappi. Il tratto della 43ª corre sotto il passo Fontana d'Oro (1.875 m). All'uscita della 47ª si raggiunge il punto più alto della strada (2.000 m), dal quale si gode un panorama grandioso.

## Scopo
La sua realizzazione fu di grande importanza strategica, in quanto permetteva la comunicazione e il passaggio dei rifornimenti dalle retrovie italiane alla zona sommitale del Pasubio, ove correva la prima linea, al riparo dal fuoco nemico; e ciò nel corso di tutto l'anno, contrariamente alla rotabile degli Scarubbi, accessibile sì da mezzi motorizzati, ma soltanto nel periodo estivo ed in condizioni molto più pericolose, sotto il tiro dei cannoni austriaci. L'ideatore della strada fu il capitano del genio Leopoldo Motti, caduto poi il 29 settembre 1917 durante l'esplosione della prima mina austriaca sul Dente Italiano.

## Contesto storico
Durante la prima guerra mondiale le truppe italiane combatterono contro le truppe della Germania e dell'Impero austro-ungarico lungo l'intera lunghezza del confine austro-italiano, dal Trentino al mare Adriatico
Da maggio a dicembre 1915 le forze italiane riuscirono a conquistare l'intera catena montuosa del Pasubio nelle province di Vicenza e Trento. Il 15 maggio 1916 le truppe austro-ungariche lanciarono una grande operazione trentina , con lo scopo di sconfiggere il fronte delle truppe dell'esercito italiano. A seguito dell'offensiva, le truppe austro-ungariche riuscirono a prendere piede sul versante settentrionale del massiccio del Pasubio. La linea di contatto tra le truppe si stabilì tra due cime del massiccio del Pasubio, prima anonime, cui furono dati i nomi in base ai lati opposti che li occupavano: Dente Italiano e Dente Austriaco. Dal 9 ottobre al 20 ottobre 1916 le truppe italiane, supportate da due batterie di artiglieria, fecero ripetuti tentativi di cattura del Dente Austriaco, ma non ebbero successo e furono accompagnati da pesanti perdite.
In seguito alla presa delle cime dominanti nella parte settentrionale del gruppo montuoso del Pasubio, le truppe venivano rifornite dalla strada degli Scarrubi, ma il tragitto era sottoposto all'artiglieria nemica e in inverno era pericoloso per le numerose valanghe di neve. Di conseguenza si decise di costruire una nuova strada sul lato sud del crinale, passando per la cima Forni Alti, inaccessibile ai bombardamenti dell'artiglieria nemica. La strada è stata progettata dal passo Bocchetta Campiglia a Porte del Pasubio, una sella nella catena del Pasubio.

## Realizzazione
La strada è un vero e proprio capolavoro d'ingegneria militare e di arditezza, considerando anche le condizioni e l'epoca in cui fu costruita, nonché la rapidità d'esecuzione: i lavori cominciarono il 6 febbraio 1917 e furono conclusi nel novembre 1917.
Fu realizzata dalla 33ª Compagnia minatori del 5º reggimento dell'Arma del genio dell'Esercito Italiano, con l'aiuto di sei centurie di lavoratori: compagnia 349, 523, 621, 630, 765 e 776. A capo della 33ª Compagnia fu posto il tenente Giuseppe Zappa, dal 18 gennaio al 22 aprile 1917; gli succedette il capitano Corrado Picone fino alla fine della guerra.
Nei primi giorni di dicembre 1917, prima di lasciare il Pasubio, la 33ª Compagnia minatori inaugurò simbolicamente la strada, abbattendo un muro costruito appositamente davanti alla prima galleria. Sarà la 25ª Compagnia minatori, assieme alle centurie rimaste, ad ultimare la strada, comprese le gallerie 49 e 50, ed in definitiva ad aprirla.

## Aspetti escursionistici

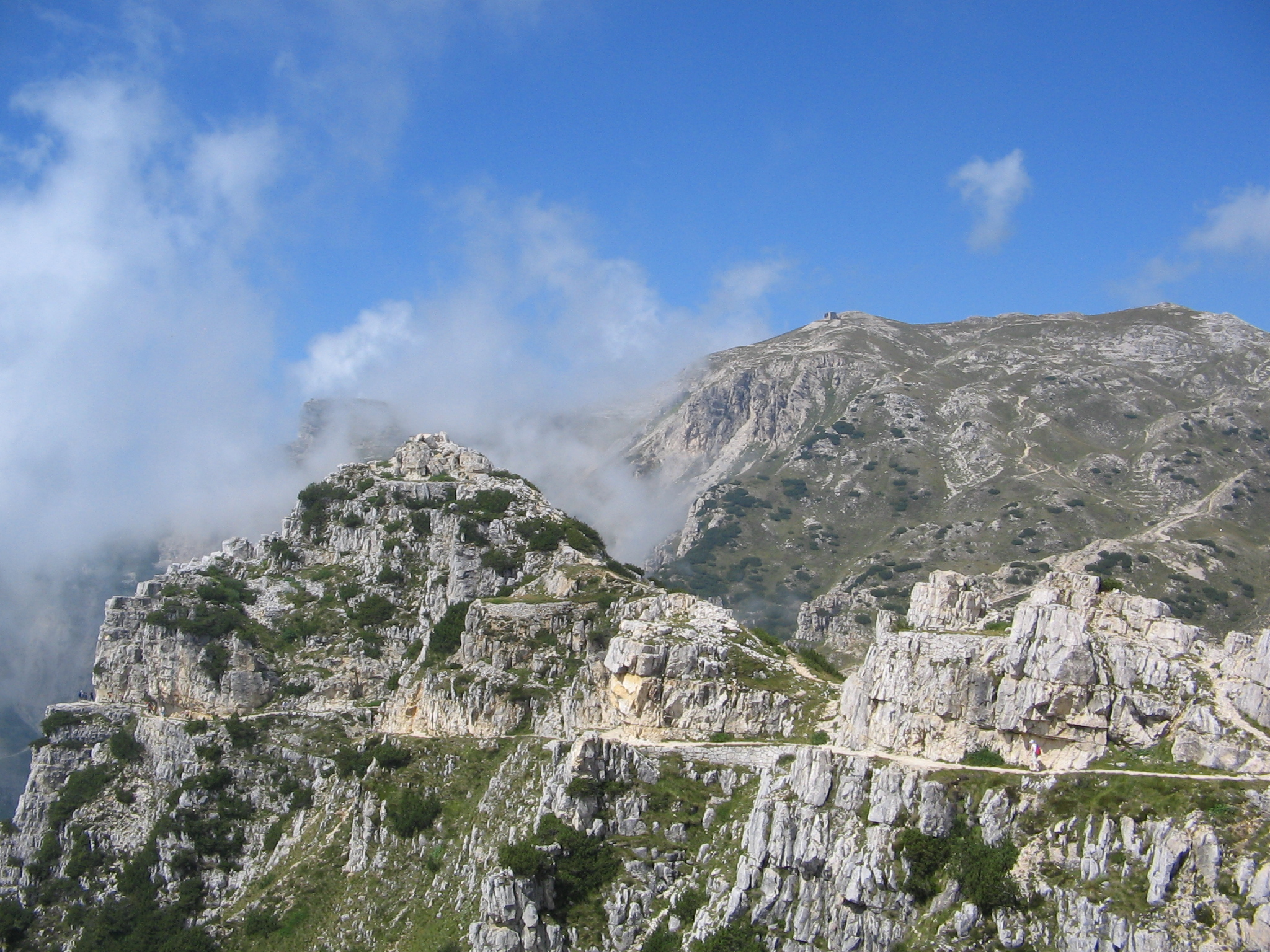
La parte finale del percorso

La strada delle 52 gallerie è un percorso praticabile tranquillamente a piedi nel periodo estivo, identificato dal segnavia 366. È vietato percorrerla in bicicletta, in seguito a numerosi incidenti mortali (contrariamente alla molto più sicura rotabile strada degli Eroi in val Fieno). Questo percorso viene ritenuto interessante sotto vari punti di vista, da quello paesaggistico a quelli storico e ingegneristico.
Il dislivello è di circa 750 metri, la partenza del percorso è presso il parcheggio a pagamento di Bocchetta Campiglia e la salita fino al Rifugio Papa dura tra le 2,5/3 ore. È necessario avere con sé la torcia elettrica per poter agevolmente superare le parti maggiormente buie delle gallerie, oltre che prestare attenzione nell'inizio di primavera poiché è possibile trovare ancora neve. Non è consigliabile percorrerla con temporali o comunque brutto tempo, poiché possono dare luogo a scariche improvvise di sassi e fango.
È possibile scendere per la strada degli Scarubbi, molto più comoda, che riporta al parcheggio. Dal Rifugio Papa è possibile proseguire verso il rifugio Vincenzo Lancia o visitare il Dente Italiano. Dallo stesso rifugio è possibile proseguire per il Sentiero europeo E5 e il Sentiero della Pace.

## Le gallerie
A ciascuna delle 52 gallerie è stato assegnato un numero progressivo e un nome. Nel 1991 è stato apposto nome e numero all'ingresso di ciascuna di esse. Le dediche alle gallerie, ad eccezione delle gallerie 49 e 50, sono state assegnate nel 1917 dal capitano Picone. Il nome della 49 e della 50 sono stati dati nel 1991 dall'ANCR di Vicenza in fase di applicazione delle pietre commemorative.
A seguire un elenco con numero progressivo, denominazione, lunghezza (tra parentesi eventuale specifica):
| Numero | Nome                                | Lunghezza | Foto |
| ------ | ----------------------------------- | --------- | ---- |
| 1      | Cap. Zappa (Giuseppe Zappa)         | 17 metri  |      |
| 2      | Gen. D'Havet (Giuseppe d'Havet)     | 65 metri  |      |
| 3      | Rovereto                            | 14 metri  |      |
| 4      | Ten. Battisti (Cesare Battisti)     | 31 metri  |      |
| 5      | Oberdan (Guglielmo Oberdan)         | 10 metri  |      |
| 6      | Trieste                             | 17 metri  |      |
| 7      | Gener. Cascino (Antonino Cascino)   | 35 metri  |      |
| 8      | Gener. Cantore (Antonio Cantore)    | 23 metri  |      |
| 9      | Gener. Zoppi (Gaetano Zoppi)        | 78 metri  |      |
| 10     | Ten. Vasc.Sauro (Nazario Sauro)     | 12 metri  |      |
| 11     | Magg.Randaccio (Giovanni Randaccio) | 28 metri  |      |
| 12     | Cap. Motti (Leopoldo Motti)         | 95 metri  |      |
| 13     | Cap. Filzi (Fabio Filzi)            | 27 metri  |      |
| 14     | Cap. Melchiori (Oscar Melchiori)    | 61 metri  |      |
| 15     | Tortona                             | 45 metri  |      |
| 16     | Reggio Calabria                     | 74 metri  |      |
| 17     | Bergamo                             | 52 metri  |      |
| 18     | Parma                               | 46 metri  |      |
| 19     | Re (Vittorio Emanuele III)          | 318 metri |      |
| 20     | Gen. Cadorna (Luigi Cadorna)        | 86 metri  |      |
| 21     | Gen. Porro (Carlo Porro)            | 20 metri  |      |
| 22     | Breganze                            | 8 metri   |      |
| 23     | Gen. Capello (Luigi Capello)        | 18 metri  |      |

| Numero | Nome                                           | Lunghezza | Foto |
| ------ | ---------------------------------------------- | --------- | ---- |
| 24     | Bologna                                        | 16 metri  |      |
| 25     | L'Aquila                                       | 11 metri  |      |
| 26     | Napoli                                         | 24 metri  |      |
| 27     | Cap. Picone (Corrado Picone)                   | 98 metri  |      |
| 28     | Genova                                         | 14 metri  |      |
| 29     | La Spezia                                      | 31 metri  |      |
| 30     | Miss                                           | 10 metri  |      |
| 31     | Gen. Papa (Achille Papa)                       | 72 metri  |      |
| 32     | Palazzolo (Palazzolo dello Stella)             | 48 metri  |      |
| 33     | 33ª minatori                                   | 57 metri  |      |
| 34     | Gen. Giustetti (Umberto Giustetti)             | 132 metri |      |
| 35     | Trani                                          | 10 metri  |      |
| 36     | Gen. Garibaldi (Peppino Garibaldi)             | 12 metri  |      |
| 37     | Balilla (Giovanni Battista Perasso)            | 26 metri  |      |
| 38     | Torino                                         | 29 metri  |      |
| 39     | Mantova                                        | 53 metri  |      |
| 40     | Trento                                         | 10 metri  |      |
| 41     | 26ª minatori                                   | 24 metri  |      |
| 42     | Macerata                                       | 19 metri  |      |
| 43     | Polesine                                       | 55 metri  |      |
| 44     | Zappatori Liguria (Brigata Liguria)            | 22 metri  |      |
| 45     | Plotone 25ª minatori                           | 83 metri  |      |
| 46     | Piceno (Brigata Piceno, 235º, 236º fanteria)   | 65 metri  |      |
| 47     | Pallanza (249º Reggimento fanteria "Pallanza") | 22 metri  |      |
| 48     | Cesena                                         | 14 metri  |      |
| 49     | Soldato italiano                               | 19 metri  |      |
| 50     | Cavalieri di Vittorio Veneto                   | 27 metri  |      |
| 51     | Plotone minatori sardo                         | 66 metri  |      |
| 52     | Sardegna                                       | 86 metri  |      |